# Зинзивер (журнал)
«Зинзиве́р» — российский ежемесячный литературно-художественный журнал
Союза писателей XXI века и Союза писателей Санкт-Петербурга. Издаётся с 2004 года.

## История
Литературный журнал «Зинзивер» был задуман московским поэтом и издателем Евгением Степановым, поэтами и художниками Арсеном Мирзаевым, Валерием Мишиным, Тамарой Буковской, Дмитрием Григорьевым, Валерием Земских и Этером де Паньи как сугубо поэтический журнал, ориентирующийся на экспериментальные и авангардные течения в прозе и поэзии. Названию журнала послужило
стихотворение «Кузнечик» Велимира Хлебникова. Со временем формат издания стал шире, эстетические рамки отошли на второй план, стали публиковаться традиционные стихи и стихотворные переводы, короткая проза, публицистика, рецензии на книжные новинки.

## Премия журнала «Зинзивер»
Редакция журнала ежегодно вручает премию журнала «Зинзивер» за лучшие публикации в области поэзии, прозы, штудии, критики, публицистики. Лауреаты получают специальные дипломы.

## Авторы журнала «Зинзивер»
В числе авторов журнала «Зинзивер»: Владимир Алейников, Татьяна Алферова, Лев Аннинский, Дмитрий Артис, Алексей Ахматов, Владимир Бауэр, Юлия Беломлинская, Ольга Бешенковская, Сергей Бирюков, Алексей Борычев, Ян Бруштейн, Александр Бубнов, Лео Бутнару, Александр Вейцман, Александр Вепрёв, Лилия Газизова, Галина Гампер, Анна Гедымин, Георгий Геннис, Сергей Главацкий, Иван Гобзев, Анатолий Головков, Александр Горнон, Дмитрий Григорьев, Лидия Григорьева, Кира Грозная, Джордж Гуницкий, Стефания Данилова, Ольга Денисова, Анатолий Домашев, Михаил Еремин, Татьяна Зоммер, Вера Зубарева, Сергей Ивкин, Аркадий Илин, Александр Ильянен, Валерий Земских, Семен Каминский, Сергей Каратов, Александр Карпенко, Валерий Кислов, Дмитрий Коломенский, Людмила Коль, Борис Колымагин, Владимир Коркунов, Нина Королева, Нина Краснова, Антон Крылов, Элла Крылова, Анатолий Кудрявицкий, Михаил Кузьмин, Арсен Мирзаев, Михаил Синельников, Максим Лаврентьев, Рина Левинзон, Дмитрий Легеза, Саша Либуркин, Зинаида Линден, Ольга Логош, Борис Лихтенфельд, Евгений Лукин, Мария Малиновская, Александр Мелихов, Юрий Милорава, Ольга Михайлова, Валерий Мишин, Сергей Мнацаканян, Евгений Мякишев, Сергей Попов, Сергей Носов, Михаил Окунь, Людмила Осокина, Сергей Панцирев, Олеся Первушина, Александр Петрушкин, Рада Полищук, Александр Радашкевич, Марина Саввиных, Кира Сапгир, Елена Сафронова, Эмиль Сокольский, Сергей Соловьёв, Виктор Соснора, Евгений Степанов, Сергей Стратановский, Александр Трунин, Юлиан Фрумкин-Рыбаков, Камиль Хайруллин, Игорь Харичев, Петр Чейгин, Дмитрий Чернышев, Дмитрий Шабанов, Владимир Шали, Майя-Марина Шереметева, Владимир Шпаков, Татьяна Щербина, Виталий Щигельский, Нора Яворская.

## Редакция журнала
Председатель редакционного совета:
- Александр Тимофеевский

Редакционный совет:
- Тамара Буковская
- Евгений Степанов
- Александр Тимофеевский

1-й заместитель главного редактора:
- Галина Илюхина

Заместитель главного редактора:
- Арсен Мирзаев

Редколлегия:
Арсен Мирзаев,
Валерий Мишин,
Фёдор Мальцев,
Ольга Шагова,
Марина Кива.

## Главные редакторы журнала «Зинзивер»
- 2004—2014 — Евгений Степанов
- 2014—2020 — Владимир Шпаков
- 2020 — по настоящее время — Евгений Степанов и Ольга Денисова (соредакторы)

Большую роль в редакционной политике журнала сыграла О. В. Логош, которая с 2007 года по 2012 год была заместителем главного редактора.